# Hemiphlebiidae
Hemiphlebiidae (лат.) — семейство стрекоз из подотряда равнокрылых (Zygoptera). Единственный вид ныне живущих представителей семейства — Hemiphlebia mirabilis — эндемичен для юго-востока Австралии (штаты Виктория и Тасмания). Описано несколько вымерших родов из отложений нижнего мела в Англии, Бразилии и России. В ископаемом состоянии семейство известно с верхней юры.

## Строение
Представители семейства характеризуются очень мелкими размерами. Для крыльев, кроме мелких размеров и сильно редуцированного жилкования, характерно несовпадение поперечных жилок в первом и втором крыловых полях и наличие открытой дискоидальной ячейки на передних крыльях.